# Nocna bestia (film 2010)
Nocna bestia (ang. 13Hrs) – brytyjski horror z 2010 roku w reżyserii Jonathana Glendeninga.

## Opis fabuły
Po latach spędzonych w Los Angeles Sarah Tyler (Isabella Calthorpe) wraca do rodzinnego domu w Anglii. Na miejscu trwa impreza. Nagle zrywa się burza. Wkrótce wychodzi na jaw, że w zakamarkach domu czai się krwiożercza bestia, która atakuje z zaskoczenia. Uwięziona grupa jest zdana tylko na siebie.

## Obsada
- Isabella Calthorpe jako Sarah Tyler
- Tom Felton jako Gary Ashby
- Gemma Atkinson jako Emily
- Joshua Bowman jako Doug Walker
- Gabriel Thomson jako Charlie Moore
- Peter Gadiot jako Stephen Moore
- Antony De Liseo jako Luke Moore
- Sue Scadding jako pani Moore
- John Lynch jako McRae
- Cornelius Clarke jako May
- Simon MacCorkindale jako Duncan

i inni